# Samtgemeinde Isenbüttel
La comunità amministrativa di Isenbüttel (Samtgemeinde Isenbüttel) si trova nel circondario di Gifhorn nella Bassa Sassonia, in Germania.

## Suddivisione
Comprende 4 comuni:
1. Calberlah
2. Isenbüttel
3. Ribbesbüttel
4. Wasbüttel

Il capoluogo è Isenbüttel.